# Slackline
Lo slacklining è un esercizio di equilibrio e di bilanciamento dinamico. Il nome di quest'attività deriva dalla slackline, una fettuccia di poliestere o nylon (o più raramente altri tessuti sintetici, come kevlar o dyneema) tesa tra due punti sulla quale si cammina.
Questa disciplina, che per certi versi assomiglia all'arte del funambolismo, ne differisce in alcuni aspetti fondamentali: si cammina su una fettuccia piatta e non su un cavo o su una corda, inoltre non prevede l'uso del bilanciere.
Lo slacklining nasce negli Stati Uniti nei primi anni ottanta dove si sviluppa specialmente nell'ambiente dell'arrampicata sportiva.
Il tipo di fettuccia, la lunghezza e la tensione possono variare. La larghezza della fettuccia è solitamente compresa tra 2,5 cm (1 pollice) e 5 cm (2 pollici) e viene di solito legata a due alberi nei parchi e successivamente messa in tensione.

## Specialità
La pratica della slackline si divide in alcune sottocategorie, le cui principali sono: trickline, longline, highline.

### Trickline
La specialità del tricklining consiste nel creare evoluzioni (tricks) sopra la fettuccia tentando di non cadere. Solitamente per questa specialità si utilizzano fettucce della misura di 5 cm, di una lunghezza di solito compresa tra 10 e 25 metri. Questo tipo di fettucce sono generalmente tese mediante un cricchetto. Le evoluzioni possono essere di qualsiasi genere, difatti questa specialità viene anche chiamata freestyle. Generalmente le evoluzioni vengono chiamate con un nome specifico (in inglese) che le contraddistingue. Vi sono evoluzioni statiche, come inginocchiarsi (knee drop) o sedersi a gambe incrociate (buddha) sulla fettuccia, ed evoluzioni dinamiche, come saltare (lemur leap), rimbalzare sulle natiche (buttbounce) o sul petto (chestbounce), oppure eseguire avvitamenti (che vengono chiamati, come nello snowboard e nello skateboard, con il numero dei gradi che vengono compiuti nella rotazione: ad esempio, un giro completo = 360°) o addirittura eseguire salti mortali in avanti (frontflip) o all'indietro (backflip). Esistono delle gare di freestyle in cui i partecipanti si sfidano uno contro l'altro in un girone ad eliminazione. I concorrenti salgono a turno sulla linea, mostrano le evoluzioni di cui sono capaci e vengono quindi giudicati da una giuria di esperti che decreterà il vincitore.

### Longline
Questa specialità consiste nel tentativo di camminare lungo una fettuccia il più lunga possibile. La difficoltà sta nel fatto che, con l'aumentare della lunghezza, aumenta l'instabilità della fettuccia e di conseguenza la difficoltà a rimanere in equilibrio. L'abilità del praticante sta quindi nel riuscire a percorrere l'intera lunghezza della fettuccia senza mai perdere l'equilibrio. Per rimanere in equilibrio sarà necessaria la massima concentrazione poiché una piccola distrazione potrà portare alla caduta. Le fettucce utilizzate per questa specialità sono di solito larghe 2,5 cm e vengono tese utilizzando dei paranchi, cioè dei sistemi di pulegge. La lunghezza è variabile; generalmente viene definita longline una linea di lunghezza maggiore di 30/40 metri e si può arrivare anche a svariate centinaia di metri. Oltre alla lunghezza, vi sono altre variabili che definiscono la difficoltà della linea, come il peso della fettuccia e la tensione. Anche il materiale può cambiare il comportamento di una longline: sul nylon infatti, essendo più elastico del poliestere, è solitamente più difficile camminare, poiché più instabile.

### Highline

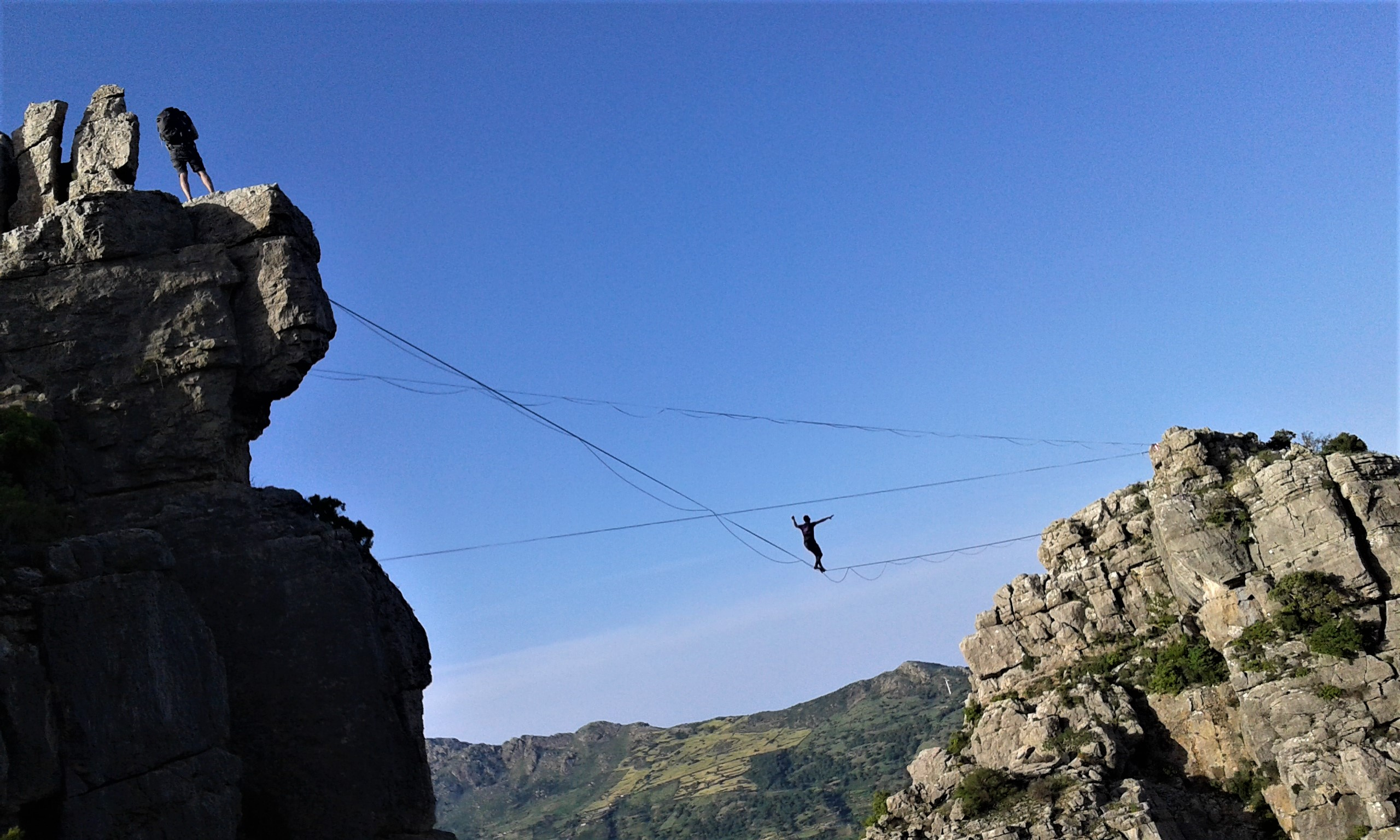
Highline nelle montagne di Ulassai

Si definisce highline una fettuccina tesa ad un'altezza considerevole, tale da obbligare il praticante ad indossare un'imbragatura – solitamente di tipo basso come quelle usate nell'arrampicata sportiva – legata con una corda alla stessa fettuccia (alcuni praticanti esperti, tuttavia, percorrono le highline anche senza imbrago, in una modalità chiamata free solo). La difficoltà di questa specialità sta nel superare la paura dell'altezza e riuscire a trovare la concentrazione necessaria per percorrere la fettuccia. Le highline vengono montate solitamente in montagna tra due rocce e vengono attaccate ad alcuni spit, come quelli utilizzati nella chiodatura di vie di arrampicata sportiva. Viene inoltre montata una corda di backup, unita mediante nastro adesivo alla fettuccia (perché non sbatta continuamente alla slackline dando fastidio a chi cammina) e legata ad ancoraggi separati, che funge da assicurazione aggiuntiva nel caso di un cedimento del materiale che tiene tesa la fettuccia.

### Altre varianti
Vi sono altre varianti nell'uso della slackline.
La waterline, ad esempio, consiste nel tendere una slackline sopra uno specchio d'acqua e percorrerla senza corda di sicurezza, in modo che, se il praticante cade, cade direttamente nell'acqua.
Un'altra variante è la rodeoline in cui si ancora la fettuccia senza metterla in tensione, il che la rende molto simile alla specialità circense chiamata slackrope.

## Record
Il record di lunghezza di una longline è detenuto da Alexander Schulz che, nel giugno 2014, percorse per intero una fettuccia di 610 metri nel deserto della Mongolia. Questo record è stato ottenuto su una fettuccia in dyneema; queste fettucce sono generalmente ritenute più facili da percorrere di quelle di poliestere. Il record di lunghezza su fettuccia in poliestere è detenuto da Samuel Volery, che percorse per intero una linea in poliestere lunga 477 metri. Questa linea però, sebbene sia la linea in poliestere più lunga su cui si sia mai camminato, non è a tutti gli effetti una longline, poiché è stata montata a 100 metri di altezza. Il record di lunghezza su poliestere è stato ottenuto su una highline.
Il record di lunghezza di una highline è stato infatti stabilito da Samuel Volery e risale al 26 settembre 2015. Samuel riuscì nell'impresa di percorrere una highline lunga 477 metri, con fettuccia principale e fettuccia di backup entrambe in poliestere. Questa linea, raggiungendo quasi mezzo chilometro di lunghezza, supera in lunghezza il precedente record di highline in dyneema (469 metri) e anche il precedente record di longline in poliestere (440 metri), detenuto sempre da Samuel Volery.
In Italia è sconosciuto il record di longline, che probabilmente si aggira attorno ai 220 metri, mentre il record di lunghezza di una highline appartiene a Annalisa Casiraghi e Niccolò Zarattini che il 2 Giugno 2019 percorsero una linea lunga 469 metri a Ulassai (OG), durante l'Ulassai Climbing Festival.